# Етрен (Па де Кале)
Етрен (фр. Etrun) насеље је и општина у североисточној Француској у региону Север-Па д Кале, у департману Па де Кале која припада префектури Арас.
По подацима из 2011. године у општини је живело 335 становника, а густина насељености је износила 150,9 становника/km². Општина се простире на површини од 2,22 km². Налази се на средњој надморској висини од 153 метара (максималној 107 m, а минималној 58 m).

## Демографија
| 1962. | 1968. | 1975. | 1982. | 1990. | 1999. | 2011. |
| ----- | ----- | ----- | ----- | ----- | ----- | ----- |
| 378   | 414   | 367   | 302   | 336   | 326   | 335   |

График промене броја становника у току последњих година